# 77 Bombay Street
A 77 Bombay Street nevű együttest 2007-ben alapította négy testvér, Matt, Joe, Esra és Simri-Ramon, Svájcban. A zenekar főként Folk-Rockot és Indie Rockot játszik.

## Történetük
A testvérek, Matt (1982), Joe (1984), Esra (1986) és Simri-Ramon Buchli (1990) egy kilenctagú családban nőttek fel, Bázelben. A család 2001-ben kiköltözött Ausztráliába, az együttes arról az utcáról kapta a nevét, ahol éltek. Két év elteltével a négy testvér visszaköltözött Svájcba és megalapították a zenekart. Nagyon hamar sikeresek lettek, már karrierjük kezdetétől fogva.
A 47 millionaires, a Long Way, az I Love Lady Gaga és az Up in the Sky című számaik nemzetközi elismerést szereztek, a rádiók játszották őket. A négyéves karrier alatt több mint 150 koncertjük volt, több fesztiválon is részt vettek. A debütálóalbumuk arany- és platinalemezt kapott.

## Munkásságuk

### Albumok
- Up in the Sky (2011)
- Oko Town (2012)

### Dalok
- 47 Millionaires (2010)
- Long Way (2011)
- Up in the Sky (2011)
- I Love Lady Gaga (2011)
- Waiting for Tomorrow (2012)
- Number2
- Hero
- Money Back
- Get Away
- Low On Air (2012)
- Rainbow (2012)
- Indian (2012)
- Angel (2012)

## Fordítás
Ez a szócikk részben vagy egészben  a(z)   77 Bombay Street című német Wikipédia-szócikk fordításán alapul.  Az eredeti cikk szerkesztőit annak laptörténete sorolja fel. Ez a jelzés csupán a megfogalmazás eredetét és a szerzői jogokat jelzi, nem szolgál a cikkben szereplő információk forrásmegjelöléseként.